# Magyarország a 2012-es rövid pályás úszó-világbajnokságon
Magyarország a törökországi Isztambulban megrendezett 2012-es rövid pályás úszó-világbajnokság egyik részt vevő nemzete volt.

## Érmesek
| Érem      | Versenyző       | Versenyszám    | Dátum        |
| --------- | --------------- | -------------- | ------------ |
| Aranyérem | Hosszú Katinka  | 100 m vegyes   | december 14. |
| Aranyérem | Hosszú Katinka  | 200 m pillangó | december 12. |
| Aranyérem | Gyurta Dániel   | 200 m mell     | december 14. |
| Ezüstérem | Cseh László     | 200 m pillangó | december 16. |
| Ezüstérem | Hosszú Katinka  | 200 m gyors    | december 16. |
| Ezüstérem | Hosszú Katinka  | 200 m vegyes   | december 15. |
| Ezüstérem | Cseh László     | 400 m vegyes   | december 13. |
| Bronzérem | Cseh László     | 200 m vegyes   | december 14. |
| Bronzérem | Hosszú Katinka  | 400 m vegyes   | december 12. |
| Bronzérem | Verrasztó Dávid | 400 m vegyes   | december 13. |

## Eredmények
Férfi
| Versenyző                                            | Versenyszám      | Előfutam | Előfutam | Előfutam | Elődöntő | Elődöntő | Elődöntő | Döntő    | Döntő    |
| Versenyző                                            | Versenyszám      | Idő      | Hely.    | Össz.    | Idő      | Hely.    | Össz.    | Idő      | Helyezés |
| ---------------------------------------------------- | ---------------- | -------- | -------- | -------- | -------- | -------- | -------- | -------- | -------- |
| Balog Gábor                                          | 50 m hát         | 25,26    | 9.       | 35.      | kiesett  | kiesett  | kiesett  | kiesett  | kiesett  |
| Balog Gábor                                          | 100 m hát        | 54,74    | 10.      | 37.      | kiesett  | kiesett  | kiesett  | kiesett  | kiesett  |
| Balog Gábor                                          | 200 m hát        | 1:59,06  | 9.       | 30.      |          |          |          | kiesett  | kiesett  |
| Bernek Péter                                         | 50 m hát         | 24,43    | 8.       | 23.      | kiesett  | kiesett  | kiesett  | kiesett  | kiesett  |
| Bernek Péter                                         | 100 m hát        | 51,55    | 4.       | 11.      | 51,42    | 5.       | 11.      | kiesett  | kiesett  |
| Bernek Péter                                         | 200 m hát        | 1:51,33  | 3.       | 5.       |          |          |          | 1:51,24  | 5.       |
| Biczó Bence                                          | 200 m pillangó   | 1:56,28  | 6.       | 20.      |          |          |          | kiesett  | kiesett  |
| Cseh László                                          | 100 m pillangó   | 50,86    | 2.       | 6.       | 50,72    | 2.       | 5.       | 50,93    | 8.       |
| Cseh László                                          | 200 m pillangó   | 1:53,26  | 1.       | 3.       |          |          |          | 1:51,66  |          |
| Cseh László                                          | 200 m vegyes     | 1:54,50  | 1.       | 4.       |          |          |          | 1:52,89  |          |
| Cseh László                                          | 400 m vegyes     | 4:04,61  | 1.       | 2.       |          |          |          | 4:00,50  |          |
| Gyurta Dániel                                        | 200 m mell       | 2:03,64  | 2.       | 2.       |          |          |          | 2:01,35  |          |
| Gyurta Gergely                                       | 400 m gyors      | 3:47,19  | 6.       | 23.      |          |          |          | kiesett  | kiesett  |
| Gyurta Gergely                                       | 1500 m gyors     |          |          |          |          |          |          | 14:45,83 | 11.      |
| Kozma Dominik                                        | 50 m gyors       | 22,18    | 9.       | 30.      | kiesett  | kiesett  | kiesett  | kiesett  | kiesett  |
| Kozma Dominik                                        | 100 m gyors      | 48,15    | 4.       | 17.      | kiesett  | kiesett  | kiesett  | kiesett  | kiesett  |
| Kozma Dominik                                        | 200 m gyors      | 1:44,97  | 7.       | 12.      |          |          |          | kiesett  | kiesett  |
| Pulai Bence                                          | 50 m pillangó    | 23,92    | 10.      | 26.      | kiesett  | kiesett  | kiesett  | kiesett  | kiesett  |
| Pulai Bence                                          | 100 m pillangó   | 51,61    | 7.       | 19.      | kiesett  | kiesett  | kiesett  | kiesett  | kiesett  |
| Rákos Patrik                                         | 400 m gyors      | 3:47,56  | 7.       | 24.      |          |          |          | kiesett  | kiesett  |
| Rákos Patrik                                         | 1500 m gyors     |          |          |          |          |          |          | 15:15,57 | 25.      |
| Takács Krisztián                                     | 50 m gyors       | 21,96    | 8.       | 19.      | kiesett  | kiesett  | kiesett  | kiesett  | kiesett  |
| Takács Krisztián                                     | 100 m gyors      | 48,28    | 6.       | 22.      | kiesett  | kiesett  | kiesett  | kiesett  | kiesett  |
| Takács Krisztián                                     | 50 m pillangó    | 24,23    | 7.       | 37.      | kiesett  | kiesett  | kiesett  | kiesett  | kiesett  |
| Verrasztó Dávid                                      | 100 m vegyes     | 55,07    | 2.       | 24.      | kiesett  | kiesett  | kiesett  | kiesett  | kiesett  |
| Verrasztó Dávid                                      | 200 m vegyes     | 1:56,22  | 5.       | 12.      |          |          |          | kiesett  | kiesett  |
| Verrasztó Dávid                                      | 400 m vegyes     | 4:06,64  | 1.       | 4.       |          |          |          | 4:02,87  |          |
| Bernek Péter Gyurta Dániel Pulai Bence Kozma Dominik | 4 × 100 m vegyes | 3:28,26  | 2.       | 5.       |          |          |          | Kizárták | Kizárták |

Női
| Versenyző                                                     | Versenyszám     | Előfutam | Előfutam | Előfutam | Elődöntő | Elődöntő | Elődöntő | Döntő        | Döntő        |
| Versenyző                                                     | Versenyszám     | Idő      | Hely.    | Össz.    | Idő      | Hely.    | Össz.    | Idő          | Helyezés     |
| ------------------------------------------------------------- | --------------- | -------- | -------- | -------- | -------- | -------- | -------- | ------------ | ------------ |
| Dara Eszter                                                   | 100 m gyors     | 54,56    | 6.       | 18.      | kiesett  | kiesett  | kiesett  | kiesett      | kiesett      |
| Dara Eszter                                                   | 100 m pillangó  | 59,25    | 6.       | 23.      | kiesett  | kiesett  | kiesett  | kiesett      | kiesett      |
| Hosszú Katinka                                                | 200 m gyors     | 1:55,52  | 1.       | 6.       |          |          |          | 1:54,31      |              |
| Hosszú Katinka                                                | 400 m gyors     | 4:03,49  | 1.       | 1.       |          |          |          | visszalépett | visszalépett |
| Hosszú Katinka                                                | 200 m pillangó  | 2:04,19  | 1.       | 1.       |          |          |          | 2:02,20      |              |
| Hosszú Katinka                                                | 100 m vegyes    | 59,37    | 1.       | 3.       | 59,17    | 3.       | 4.       | 58,49        |              |
| Hosszú Katinka                                                | 200 m vegyes    | 2:07,07  | 1.       | 1.       |          |          |          | 2:04,72      |              |
| Hosszú Katinka                                                | 400 m vegyes    | 4:29,22  | 1.       | 2.       |          |          |          | 4:25,95      |              |
| Jakabos Zsuzsanna                                             | 200 m gyors     | 1:55,24  | 1.       | 1.       |          |          |          | 1:55,13      | 7.           |
| Jakabos Zsuzsanna                                             | 100 m vegyes    | 59,84    | 1.       | 5.       | 59,68    | 5.       | 7.       | 59,41        | 7.           |
| Jakabos Zsuzsanna                                             | 200 m vegyes    | 2:08,47  | 2.       | 3.       |          |          |          | 2:07,36      | 4.           |
| Jakabos Zsuzsanna                                             | 400 m vegyes    | 4:30,88  | 1.       | 4.       |          |          |          | 4:26,99      | 4.           |
| Verrasztó Evelyn                                              | 800 m gyors     |          |          |          |          |          |          | 8:30,42      | 15.          |
| Verrasztó Evelyn                                              | 50 m hát        | 28,47    | 7.       | 25.      | kiesett  | kiesett  | kiesett  | kiesett      | kiesett      |
| Verrasztó Evelyn                                              | 100 m hát       | 59,69    | 2.       | 24.      | kiesett  | kiesett  | kiesett  | kiesett      | kiesett      |
| Verrasztó Evelyn                                              | 200 m hát       | 2:05,83  | 2.       | 9.       |          |          |          | kiesett      | kiesett      |
| Verrasztó Evelyn Dara Eszter Jakabos Zsuzsanna Hosszú Katinka | 4 × 200 m gyors | 7:53,13  | 4.       | 8.       |          |          |          | 7:44,70      | 4.           |

Férfi 1500 méter gyorson nem rendeznek döntőt. A helyezések az időfutamokban elért eredmények alapján dőlnek el.